# Richard Z. Kruspe
 Der er for få eller ingen kildehenvisninger i denne artikel, hvilket er et problem. Du kan hjælpe ved at angive troværdige kilder til de påstande, som fremføres i artiklen.

Richard Z. Kruspe (født 24. juni 1967 i Wittenberge i DDR) er guitarist, pyrotekniker og fyrværkerer i det tyske metalband Rammstein, som han var med til at danne i 1994. Han udviklede tidligt gruppens karakteristiske guitarlyd, også kaldet Rammfire, og blev en ledende kraft i Rammstein. Han er sanger, musiker, komponist, lyriker, guitarist, bassist, bas, forsanger, ikke kun i Rammstein, men også i Emigrate. Kruspe og Till Lindemann, gruppens andet toneangivende medlem, synger fortrinsvis på tysk, men har også sunget på russisk, spansk, fransk og engelsk.
Siden Rammsteins start har pyroteknik været en fast bestanddel af gruppens sceneshows og sikkerhedsforanstaltningerne har udviklet sig med tiden. Den 29. september 1996 under en koncert på Treptow Arena i Berlin brød Rammsteins scene i brand, hvilket var en bevæggrund til at Kruspe ligesom andre medlemmer af bandet uddannede sig som pyroteknikere og fyrværkere.

## Baggrund og karriere

### DDR-tiden
Richard Kruspe er født i Wittenberg, men voksede op i Schwerin i det nordlige DDR. Richard Kruspe blev døbt Sven Kruspe, men han tog navneforandring efter forældrenes skilsmisse. Han havde et meget dårligt forhold til sin stedfar, efter at han rev en af Kruspes KISS-plakater i stykker. Dagen efter havde Kruspe tapet den sammen igen og hængt den op.
Som ung var han wrestler.
Som 16-årig besøgte Kruspe og hans venner det daværende Tjekkoslovakiet og Kruspe købte en guitar, som han tog med til DDR for at sælge, og fordi de var meget dyre, mente han at han kunne få en stor sum penge ud af den. En dag kom en pige hen til ham, og spurgte om han ville spille for hende. Kruspe nægtede og sagde han ikke anede hvordan man spillede guitar. Men hun insisterede på at han skulle spille, han blev træt og gjorde hvad hun ville. Kruspe har om dette udtalt: ¨Jo mere jeg spillede, mere spændt blev hun. Jeg fandt der ud af at piger godt kunne lide fyre, som spillede guitarer.¨ Han begyndte derefter at interessere sig for at spille guitar.
I 1989 Blev han fanget midt i demonstrationerne mod det østtyske regime, hvilket resulterede i at han blev arresteret og fængslet i 6 dage, hvor han blev tævet af vagterne. Herefter besluttede han sig for at flygte fra DDR, hvilket han gjorde gennem Ungarn og Østrig til Vestberlin.

### Efter Murens fald
Da Berlinmuren brød sammen og Vest- og Østtyskland begyndte at forene sig til én nation, flyttede Kruspe tilbage til Østberlin, hvor han i 1991 startede bandet Orgasm Death Gimmicks, som var meget amerikansk-inspireret. Da Kruspe i 1992 var på sin første tur til USA sammen med Till Lindemann og Oliver Riedel, fandt han ud af, at han ikke ville lave et band, som var amerikansk-inspireret, men derimod et band, som indeholdt maskinelle elementer blandet med menneskelige, og som først og fremmest var tysk.
Kruspe skrev sangen Engel på egen hånd i 1988, men den kom ikke med i Herzeleid-albummet af kunstneriske årsager.

## Emigrate
Siden 2005 har Kruspe, sideløbende med sin karriere i Rammstein, været frontfigur og sanger i bandet Emigrate, som pr. januar 2007 er ved at indspille sit debutalbum. I Emigrate synger Kruspe på engelsk.

## Scenepersonlighed
Her er nogle af de bands som Richard Kruspe har spillet med i.

### Tidligere bands
- 1987 - 1989: Das elegante Chaos
- 1991 - 1993: Orgasme Death Gimmick
- 1992 - 1993: Die Firma
- ???? - ????: First Arsch

### Solo
- siden 2007: Emigrate

### Remix
- 1997: Faith No More - Last Cup of Sorrow (Rammstein Remix)
- 2019: Rammstein (Deutschland Remix)

### Gæsteoptræder / gæstekunstner
- 2003: Till Lindemann & Richard Kruspe - Schtiel (vokal, guitar)
- 2007: Apocalyptica - Helden (guitar)
- 2010: Rakim - The Time Is Now (guitar)
- 2015: Hotei - Move It (vokal)
- 2016: VAMPS - Rise or Die (komposition, guitar)
- 2019: Aesthetic Perfection - Gods & Gold - (guitar)
- 2022: Lifeline International - Come Together (guitar)[5]

### Rammstein
Rammstein:
- Herzeleid (1995).
- Sehnsucht (1997).
- Mutter (2001).
- Reise, Reise (2004).
- Rosenrot (2005).
- Liebe ist für alle da (2009).
- Rammstein (2019).[6]
- Zeit 29. April (2022).

#### Schtiel
- Schtiel, (2003), opført på russisk. Cover af Shtil (Stihl'), Штиль (Shtil') af det russiske band Aria (Ariya/Aria). Schtiel sang af Richard Z. Kruspe og Till Lindemann.[7][8]

#### Marilyn Manson
- The Beautiful People, Rammstein (2017). Marilyn Manson.

#### (Heino) Heinz Georg Kramm
- Sonne, Rammstein (2021) (Heino) Heinz Georg Kramm.

## Interview, citater og tv

### Film
- 2002: xXx[9]

## Privatliv
Z-et i Kruspes mellemnavn står for Zven. Han har 4 søskende, en storebror (Fredrich Kruspe) 4 år ældre, en storebror (Gordon Kruspe) og en storesøster (Martha Krüger) 4 år ældre, og sin 3 år yngre lillesøster (Sarah Benn Kruspe). Kruspe har sammen med Till Lindemanns (forsangeren i Rammstein) eks-kone Mareike Lindemann en datteren, Khira Li Lindemann, som synger omkvædet i sangen "Spieluhr", og kan ses i albummet Live aus Berlin, og også når de spiller deres nummer "Tier", "Engel", "Nebel" og "Sonne" o.s.v m. fl.
Efternavnet Bernstein, som står på coveret af Mutter og Reise, Reise, stammer fra et tidligere ægteskab med den jødisk-amerikanske skuespillerinde Caron Bernstein. Således var hans navn inden skilsmissen fra Caron Bernstein 'Richard Z. Kruspe-Bernstein'. Efter skilsmissen holdt han op med at bruge efternavnet Bernstein, hvilket man kan se i albummet Rosenrot, hvor hans navn er angivet som Richard Z. Kruspe.
Kruspe har flere børn med forskellige kvinder. Blandt Kruspes børn kan nævnes Khira Li Lindemann, Maxime Alaska Bossieux og Merlin Besson, og han har muligvis flere udokumenterede børn.
Khira Li Lindemann er datter af Mareike Lindemann og Richard Z. Kruspe. Khira Li Lindemann er søster til Nele Lindemann datter af Till Lindemann og Mareike Lindemann.
Maxime Alaska Bossieux er datter af Margaux Bossieux og Richard Z. Kruspe.
Merlin Besson er søn af Caron Bernstein og Richard Z. Kruspe.